# Eugenika

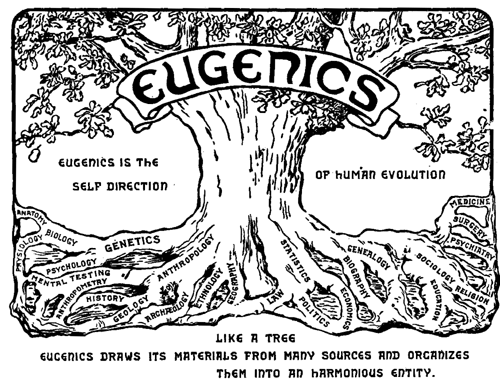
Logo Druhého mezinárodního kongresu eugeniky (1921)

Eugenika je sociálně-filosofický směr zaměřený na studium metod, které usilují o dosažení co nejlepšího genetického fondu člověka. Pojem eugenika byl poprvé použit v 19. století britským matematikem a vědcem Francisem Galtonem. Pod pozitivní eugenikou se myslí snaha o rozšíření žádaných znaků v populaci, jako negativní eugenika bývá označována snaha o vymýcení z populace znaků nežádaných.
Ačkoli již Platón vyslovil základní myšlenku pozitivní eugeniky, kdy ideální potomstvo vzejde z „nejlepších“ mužů a žen, vešla eugenika do lidské historie spíše kvůli své negativní formě v ideologii nacistického Německa, ale i v nedobrovolných sterilizacích mentálně postižených, epileptiků a vězňů coby nositelů „defektních“ a „nežádoucích“ dědičných znaků v USA mezi lety 1902 až 1964 (přibližně 63 000 sterilizací) a dalších státech.
Kritikům eugeniky se nelíbí představa cílevědomého šlechtění lidského genofondu. Předně z politických a hodnotových důvodů, ale i proto, že souvislost mezi genotypem a fenotypem není — až na určité výjimky — tak přímočará a jednoznačná, jak se dříve soudilo. Není též jasné, kdo by měl určovat, jaké lidské vlastnosti jsou ty nejlepší, přičemž kritici upozorňují na rasistické, antisemitistické, homofobní postoje historické většiny eugeniků, jež vyústily v podobě nacismu.
Etické otázky v souvislosti s eugenikou se v současnosti objevují především ve vztahu k in vitro fertilizaci, preimplantačnímu genetickému testování embryí a možnému rozvoji genové terapie.

## Historie

### Předindustriální doba
Dle mnohem volnější definice můžeme tvrdit, že je eugenické myšlenky jsou staré jako lidstvo samo. Mnohé málo vyvinuté společnosti raději zabily na pohled chorého novorozence, než aby ho nechali umřít později. Kupříkladu i v dnešní Keni bylo 45 % matek, kterým se narodilo postižené dítě, tlačeno k jeho utracení. Stejné praktiky byly běžné i v antickém světě. Dle starořímského práva by měl otec zabít všechny zdeformovaně vypadající novorozence. Například Seneca viděl tento akt jako vycházející z rozumu a přirovnal ho k zabití ovce nakažené svrabem nebo příliš agresivního býka.
Eugenika v plném smyslu, kdy stát centrálně plánuje budoucí generace, se objevila jako důležitá činnost utopistického státu v dialogu Republika od Platóna, který by dal možnost rozhodování o svém partnerovi do rukou technokratické elity. Méně totalitní formu obhajoval i Aristoteles v knize Politika. Do praxe se však uvedla akorát ve Spartě, kde vládnoucí spartská menšina žila pod systémem cílícím na produkci inteligentních disciplinovaných válečníků. Ironicky mnoho historiků argumentuje, že invazivnost a iracionálnost jejich eugenických zákonů byla jedním z důvodu úpadku tohoto městského státu.
S rostoucí dominancí křesťanství v Evropě se od čehokoli připomínajícího eugeniku upustilo. Dle Nového zákona jsou si všechny lidské bytosti rovny v Kristu.

### Původ moderní eugeniky
Revival nastal až v novověku. Vzniku moderní eugeniky předcházela dlouhodobá polemika o rozdílnosti lidských ras. Ač koncept nadřazenosti jedné skupiny nad druhou je velmi stará záležitost, až pokrok bělochů v novověku umožnil vznik tzv. vědeckému rasismu. Otec taxonomie a zoologie, Carl Linnaeus, rozdělil v 18. století lidstvo na čtyři poddruhy: homo sapiens africanus (Černoši), homo sapiens americanus (Indiáni), homo sapiens asiaticus (Asiaté) a homo sapiens europaeus (Běloši). Ty se lišily mnohými dědičnými vlastnostmi. I v pozdějších osvícenských teoriích o lidské diverzitě byl běloch vždy nejvíce perfektní kreací a rasové míchání by ho značně zmrzačilo. Tuto možnou hrozbu pojal důsledně a poprvé do detailů rozvedl roku 1855 hrabě Arthur de Gobineau v Eseji o nerovnosti lidských plemen, kde tvrdil, že úpadek a vzestup civilizací má jasný vztah s rasovou kvalitou dominantního etnika. Dle jeho výzkumu Řím a Řecko padlo kvůli smíchání s barbary a stejného osudu se dočká i bílá rasa, pokud necháme volnou ruku nad tím, kdo s kým plodí děti. Není však jediným. Skrz 19. století se šířilo mnoho studií o životních cyklech civilizací, jak mnozí intelektuálové začínali mít úzkosti, že jejich rasa je aktuálně na svém vrcholu a nadcházející století budou jen v duchu postupné degenerace.
Roku 1859 vyšla Darwinova kniha O původu druhů přírodním výběrem (s podtitulem „O zachování vyvolených plemen v boji o život“) a o více než deset let později vyšla navazující práce O původu člověka, která původ druhů aplikovala na člověka. Není pochyb, že teorie uvnitř těchto knih měly extrémní vliv na lidskou historii a chápání světa. Pro dnešní vládu říká evoluce pramálo o tom, co je dobré a špatné, ale v době Darwina se rychle ujala myšlenka, že přežití nejsilnější skupiny je ideologický cíl sám o sobě, který poslouží jako náhrada již upadajícího křesťanství a stane se lékem proti hrozícímu civilizačnímu úpadku => dnes nazýváno sociální darwinismus.
Mnohem důležitější je ale pro eugeniku jeho bratranec Francis Galton, který v roce 1883 i poprvé vyslovil slovo eugenika, které odvodil z starořeckého slova eugene = dobře narozen. Ve své knize Dědičný génius argumentoval, že většina dobrých vlastností člověka je děděna z generace na generaci. Není pochyb, že Galton byl sám renesanční člověk a pro účely svého snu o stvoření lepší rasy vytvořil řady statistických nástrojů. Můžeme jmenovat korelační koeficient nebo regresní analýzu. V jeho eseji Statistická šance, základ eugeniky popsal, jak nám matematika může pomoci vypočítat kvalitu člověka. V sci-fi knize Kantsaywhere chtěl ukázat, jak by jeho ideální společnost fungovala, ale jelikož byl již na sklonku života, nikdy nebyla dokončena. Jedny z jeho navrhovaných politik bylo přiřazení lidí do kast dle jejich genetické hodnoty, od které by se odvíjelo, zda osoba může uzavřít manželství, mít děti či kolik jich mít.
Na přelomu století byla eugenika již naprosto běžným intelektuálním konceptem. Začátkem 20. století se začaly zakládat mnohé instituce zkoumající zlepšení lidského druhu. Jedna z prvních byla roce 1904 Galtonova laboratoř. Po jeho smrti roku 1910 ji vedli další světoznámí statistici (a eugenici) Karl Pearson a Ronald Fischer.
Přelomovým rokem se stal pro eugeniky rok 1912, kdy Londýnská univerzita uspořádala první Mezinárodní eugenický kongres, kterého se zúčastnilo 750 přívrženců z celé Evropy i Spojených států amerických, pod organizací syna Charlese Darwina Leonarda. Viceprezidentem kongresu byl budoucí premiér Winston Churchill. Mezi účastníky byli sociolog Robert Michels, statistik Corrado Gini, genetik Reginald Punnett, filosof F. C. S. Schiller, rektoři Harvardovy i Stanfordovy univerzity, budoucí prezident Francie Paul Doumer a vynálezce Alexander Graham Bell. Debatovalo se o tom, jak zabránit méněcenné populaci v rozmnožování a jak podpořit porodnost u „rasově kvalitních obyvatel“. Spojené státy americké sklidily na kongresu velký obdiv účastníků jako vedoucí mocnost v oblasti nucené sterilizace.
Proti eugenice se ostře postavila katolická církev a papež Pius XI. ji explicitně odsoudil včetně její aplikace v roce 1930 v encyklice Casti connubii.

### Německo
Jedním z prvních přívrženců sociálního darwinismu v Německu se stal profesor zoologie Ernst Haeckel, pozdější profesor antropologie na univerzitě v Jeně. Roku 1869 prohlásil, že „germánské národy jsou nadřazeny všem ostatním“ a stejně jako Galton obhajoval systematickou likvidaci „slabých a nemocných“. Haeckelovo dílo dále rozvinul jeho nástupce na katedře sociální antropologie Alfred Ploetz, který vymyslel výraz „rasová hygiena“. V pozdějších pracích rozvinul teorii o nutnosti vypracovat program populační kontroly, jenž by zajistil přežití jen těch „nejlepších rasových vlastností“, přestože moderní věda jasně rozporuje spojování sociálně zkonstruovaných rasových kategorií a předsudečných vlastností. Roku 1905 byl Ploetz mezi zakladateli Spolku pro rasovou hygienu, jehož členové se hlásili k eugenice. Ještě radikálnější názory než Ploetz měl Fritz Lenz z univerzity v Mnichově, jenž byl od roku 1923 prvním německým profesorem „rasové hygieny“. Lenz podporoval nejen sterilizace „méněcenných“ osob, ale zastával názor, že „kvalitnější vrstvy společnosti“ musí plodit mnohem více dětí než dosud. Porovnával také „rasy“ a dospěl k závěru, že černoši i Židé jsou „nekvalitní rasou“, zatímco nordická rasa je tou „nejlepší“. Spolu s genetikem Erwinem Bauerem a antropologem Eugenem Fischerem sepsal učebnici o rasových otázkách Nástin genetiky člověka a rasové hygieny (vyšla v roce 1921).[zdroj?] Tato kniha byla velmi kladně přijata nejen na univerzitách v Německu, ale také ve Velké Británii. Velkým obdivovatelem Fritze Lenze byl tehdy ještě nepříliš známý Adolf Hitler. Toho sociální darwinismus inspiroval k vytvoření teorie Lebensraum = rozšíření životního prostoru pro germánskou rasu, která sloužila jako plán za 2. světovou válkou. Během let 1939-1945 bylo zavražděno přibližně 200 000 lidí v rámci "eugenického" programu Akce T4.

### Velká Británie
Lenzova kniha Nástin genetiky člověka a rasové hygieny byla nadšeně přijata řadou vědců také ve Velké Británii a velmi pochvalně se o ní vyjádřil třeba spisovatel L. A. G. Strong v roce 1931 v periodiku New Statesman and Nation. K myšlenkám eugeniky se ve Velké Británii hlásilo rovněž mnoho dalších osob z řad inteligence a umělců. Asi nejhorlivějším zastáncem eugeniky byl spisovatel H. G. Wells, který dal průchod svým sympatiím k eugenice především v knize Tušení (Anticipations, 1901), která se dá z dnešního pohledu bez váhání označit za rasistickou a antisemitskou. Je třeba si uvědomit, že na počátku 20. století panovalo zcela jiné myšlenkové klima než dnes. Jak někteří umělci, tak také někteří filosofové a vědci zastávali názor, že společnost v Evropě je třeba zásadním způsobem nově uspořádat, jelikož civilizace se vlivem překotného rozvoje průmyslu, nadměrné koncentrace chudých lidí ve městech a nerovnoměrného rozdělování světového bohatství řítí do katastrofy. Jedním z řešení na celou řadu tehdejších problému se zdála eugenika. Obyvatelé Velké Británie neměli s jejím přijetím větší problémy i proto, že zcela promyšleně provozovali již řadu let dost tvrdou a rasisticky zaměřenou politiku v celé řadě svých kolonií a na okupovaných územích (např. Indie, Jižní Afrika). Autorem, který měl velký vliv na další vývoj eugeniky, byl rovněž Angličan — Houston Stewart Chamberlain, zeť Richarda Wagnera. Chamberlain se usadil na kontinentě a v roce 1899 vydal v Mnichově knihu Základy dvacátého století, kterou obdivoval jak H. G. Wells, tak i Adolf Hitler. Chamberlain zastával názor, že příslušníci „vyšších ras“ se nesmí mísit s příslušníky jiných. Tvrdil, že antické Řecko i Římská říše zanikly jen proto, že u jejich obyvatel došlo mísením populací k „rasové degeneraci“. Obvinil také Židy z toho, že se „snaží cíleně mísit s vyšší rasou a tím ji zničit“. Adolfa Hitlera tyto teorie fascinovaly a některé z Chamberlainových myšlenek lze nalézt i v Hitlerově knize Mein Kampf.
Autor mnoha britských eugenických zákonů byl již zmíněný Winston Churchill.

### Spojené státy
S cílem zabránit zvyšování počtu „podřadných členů společnosti“ se ujala myšlenky eugeniky i Američanka Margaret Sangerová, která podporovala negativní eugeniku, filozofii, která tvrdí, že lidské dědičné vlastnosti mohou být zlepšeny prostřednictvím sociální intervence. Ve svém přístupu používala vylučovací imigrační politiku, volného přístupu k metodám kontroly porodnosti, zcela volné plánování rodičovství pro „mentálně zdatné“ a povinné segregace nebo sterilizace pro „hluboce retardované“.
První zákon o sterilizaci „méněcenných a asociálních živlů“ byl vydán v roce 1907 ve Spojených státech. Zákon umožňoval sterilizovat zatvrzelé zločince a duševně nemocné a v roce 1914 byl na podnět psychiatrů rozšířen na zloděje recidivisty a alkoholiky. V Německu byl sterilizační zákon vydán v roce 1933, když se vlády ujali nacisté.
Eugenika značně ovlivnila imigrační politiku od roku 1924, kdy bylo de facto zakázáno nebílým lidem imigrovat do Spojených států.

### Československo
Česká (později Československá) eugenická společnost (ČES) byla založena v roce 1915. Prvním předsedou byl filozof a pedagog František Čáda (1855–1918) a mezi jejími prvorepublikovými členy byli např. Ladislav Haškovec (1866–1944), Vladislav Růžička (1870–1934), Karel Herfort (1871–1940), Jaroslav Kříženecký (1896–1964), Josef Drachovský (1876–1961) či Edvard Beneš. ČES neúspěšně prosazovala v legislativě např. povinné lékařské vysvědčení před sňatkem a zavedení možnosti přerušení těhotenství na základě eugenické indikace. Roku 1924 byl za pomoci ministerstva veřejného zdravotnictví založen výzkumný a propagační Československý ústav pro národní eugeniku. ČES dále provozoval při univerzitní poliklinice Poradnu pro dědičné choroby.
V 30. letech v souvislosti se zavedením sterilizačního zákona v Německu byla znovu obnovena odborná debata o možnosti zavést podobný zákon i v Československu. Od roku 1936 byl připravován návrh samostatného československého zákona o eugenické sterilizaci, na němž pracovali zejména Bohumil Sekla (1901–1987), Vladimír Bergauer (1898–1942) a právnička Jarmila Veselá (1899–1972). Návrh předpokládal vykonání sterilizačního zákroku na základě svolení dané osoby za dohledu odborníků z řad lékařů-eugeniků a sociálních pracovníků. Jako chirurgické zákroky byly navrženy vasoligatura a vasektomie (u mužů) a salpingektomie (u žen). Návrh zákona se ovšem nedostal ani do paragrafované podoby.

### Eugenika po druhé světové válce
Po druhé světové válce se proto většina vědců zabývajících se nadále eugenikou označuje za odborníky populační vědy, genetiky člověka či sociobiology. Přejmenovány byly i odborné časopisy a organizace. Jméno Annals of Eugenics se změnilo na Annals of Human Genetics. Americká Dokumentační kancelář pro eugeniku byla přejmenována na laboratoř Cold Spring Harbor a Londýnská Dokumentační kancelář pro eugeniku (založena 1904) se přejmenovala na Galtonovu laboratoř. Eugenická společnost (založena 1907) je dnes Galtonovým institutem. Vědci a některé instituce, které se v nacistickém Německu podílely na rasově motivovaných pokusech na lidech, mohly ve svých výzkumech pokračovat i po válce (ovšem už opravdu vědeckými metodami). Mezi nacistické eugeniky patřil také dr. Robert Ritter, od roku 1936 ředitel Centra pro rasovou hygienu a výzkum dědičnosti, který po válce pokračoval bez problémů ve své kariéře jako dětský psycholog. Řada dalších nacistických eugeniků — třeba Fritz Lenz nebo Heinrich Schade — získala po válce znovu profesury na německých univerzitách, tentokrát již v oblasti genetiky člověka nebo psychiatrie (nikoli již „rasové hygieny“ a eugeniky). Rasových teorií a přístupů vypracovaných nacistickými příznivci eugeniky využívalo ještě v roce 1972 Švýcarsko. V současné době příznivci eugeniky z řad vědců již nevyvolávají příliš kontroverzní témata, ale i tak se drží základů eugeniky a snaží se například vědecky dokázat, že inteligence jedince je dána z větší části dědičností, s čímž někteří jejich oponenti nesouhlasí a kladou důraz na roli výchovy a prostředí (kvalitou škol, důrazem na vzdělání v rodině). Myšlenky eugeniky se dnes částečně přesunuly do jiných oblastí vědy, především genetiky, kde dochází občas k vědeckým sporům, které mají často společenský podtext.

## Eugenika dnes

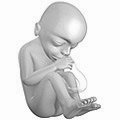
20 týdnů starý lidský plod, v případě postižení plodu Downovým syndromem je v Česku legální interrupce do 24. týdne.

Dnes se ve vyspělých zemích eugenika zpravidla omezuje pouze na těhotenství. První skupina metod používá diagnostiku, která odhaluje dědičné choroby a vady u plodu. Vadné plody jsou pak doporučovány k interrupci. Druhá metoda související s umělým oplodněním má podobu výběru vhodného dárce vajíček či spermatu a případně testování a výběru nejlepšího embrya z většího počtu vytvořených umělým procesem. Třetí je přímo zasahovat do genomu vajíček, embryí či zygot. Takováto praxe je již sice proveditelná, avšak obvykle naráží na etické zákony. Jako příklad lze čínského vědce He Jiankuiho, který voperoval dovnitř dvou embryí gen značně navyšující imunitu vůči HIV, ale následně skončil na tři roky ve vazbě.
Eugenika je stále významnou součástí ideologie více pravicově orientovaných transhumanistů. Obvykle v kruhu okolo Nicka Landa.